# Giant Forest Village Comfort Station
Le Giant Forest Village Comfort Station est un bâtiment abritant des toilettes publiques dans le comté de Tulare, en Californie, dans le sud-ouest des États-Unis. Situé dans la Giant Forest au sein du parc national de Sequoia, cet édicule a été construit dans le style rustique du National Park Service en 1932. C'est une propriété contributrice au district historique de Giant Forest Village-Camp Kaweah, un district historique inscrit au Registre national des lieux historiques depuis le 22 mai 1978.